# 841 (numero)
Ottocentoquarantuno (841) è il numero naturale dopo l'840 e prima dell'842.

## Proprietà matematiche
- È un numero dispari.
- È un numero composto con 3 divisori: 1, 29, 841. Poiché la somma dei suoi divisori (escluso il numero stesso) è 30 < 841, è un numero difettivo.
- È un numero semiprimo.
- È un quadrato perfetto.
- È un numero quadrato centrato.
- È un numero ettagonale centrato.
- È un numero ottagonale centrato.
- È un numero potente.
- È un numero nontotiente in quanto dispari e diverso da 1.
- È un numero palindromo e un numero ondulante nel sistema posizionale a base 21 (1J1), a base 24 (1B1) e anche in quello a base 28 (121).
- È un numero odioso.
- È un numero fortunato.
- È parte delle terne pitagoriche (41, 840, 841) , (580, 609, 841), (841, 12180, 12209), (841, 353640, 353641).

## Astronomia
- 841 Arabella è un asteroide della fascia principale del sistema solare.
- NGC 841 è una galassia a spirale barrata della costellazione dell'Andromeda.

## Astronautica
- Cosmos 841 è un satellite artificiale russo.

## Altri ambiti
- Le automotrici ALe 841 sono delle automotrici delle Ferrovie dello Stato.
- La strada europea E841 è un asse viario di classe B che collega Salerno ad Avellino.